# Pionki (gmina 1931–1954)
Pionki – dawna gmina wiejska istniejąca w latach 1931–1954 w woj. kieleckim. Siedzibą władz gminy były Pionki (w latach 1931–1932 Zagożdżon). 
Jednostka powstała jako gmina wiejska o miejskich uprawnieniach finansowych 1 października 1931 roku w powiecie kozienickim w woj. kieleckim, po wyłączeniu z dotychczasowej gminy Jedlnia wsi Zagożdżon i Pionki oraz niezabudowanej miejscowości Kurdjon, z których utworzono odrębną wiejską gminę o nazwie Pionki z siedzibą urzędu gminnego w Zagożdżonie. 18 sierpnia 1932 roku Zagożdżon przemianowano na Pionki. Gminy wiejskie w granicach jednej miejscowości były zjawiskiem rzadkim (inne przykłady gmin tego typu to gmina Tarnogród, gmina Oleszyce, gmina Skępe i gmina Legionowo).
Po wojnie gmina zachowała przynależność administracyjną. Według stanu z 1 lipca 1952 roku gmina (na wzór gmin miejskich) nie była podzielona na gromady. Gmina została zniesiona 29 września 1954 roku wraz z reformą wprowadzającą gromady w miejsce gmin i przekształcona w gromadę Pionki, której już po dwu tygodniach (13 listopada 1954 roku) nadano prawa miejskie (gmina miejska).
1 stycznia 1973 roku w tymże powiecie i województwie utworzono wiejską gminę Pionki z obszaru dawnych gmin Jedlnia i Suskowola, natomiast Pionki (miasto) zachowały swoją odrębność administracyjną aż do dziś.